# Boppeus viettei
Boppeus viettei là một loài bọ cánh cứng trong họ Cerambycidae.